# Château d'Useldange
Le château d'Useldange est un château médiéval, principalement à l'état de ruines, situé dans le village d'Useldange au Luxembourg. Le site peut être visité tout au long de l'année, et des arrangements peuvent être pris pour les personnes malvoyantes.

## Emplacement
Le château se situe sur une petite colline au centre du village surplombant l'Attert. Les ruines présentent une représentation raisonnable du château médiéval, en particulier le mur extérieur et l'une des tours. Un pont sur l'ancien fossé, large de 10 mètres, permet d'accéder au château. Le donjon, haut de 25 mètres, se dresse au centre du site.

## Histoire
Le château semble dater du XIIe siècle au moment où la seigneurie d'Useldage fut créée. L'un des premiers seigneurs fut Théobald d'Useldange. Après que la dynastie ait disparu au milieu du XIIIe siècle, Jean de Rodemacher devint le propriétaire légitime en 1415 de par son mariage avec Irmgard de Boulay. En 1479, Maximilien Ier confisca la propriété et chargea Christophe de Bade de son entretien. À la suite de la guerre entre la France et la Bourgogne, le château et sa chapelle furent sérieusement endommagés. William de Nassau-Vianden, qui hérita du château, le vendit à François-Sébastien Baur de Everlange en 1674. Le château finit à l'abandon et sa chapelle fut détruite en 1903.
En 1924, Emma (Wolff) Kuhn acheta le château en ruine. Après avoir consolidé les murs en 1934, la famille construisit une propriété moderne sur les ruines de l'ancien palais, qui devint plus tard la maison communale. Le château est actuellement restauré par l'État luxembourgeois.